# Danh sách thiết bị Windows Phone 7
Trang này sẽ liệt kê và so sánh phần cứng của các thiết bị chạy hệ điều hành Windows Phone 7 của Microsoft. HTC Corporation, Samsung, LG, Dell, Fujitsu, Nokia, Acer, Alcatel và ZTE tất cả đều cam kết tạo ra các thiết bị Windows Phone.
Danh sách các thiết bị đã được xác nhận và công bố chính thức của các công ty.

## Đã phát hành

### Windows Phone 7.0
Thiết bị thế hệ đầu được cài đặt sẵn Windows Phone 7 và có thể cập nhật lên Windows Phone 7.5 "Mango". Tất cả các thiết bị trong danh sách dưới đây đều có vi xử lý 1 GHz lõi đơn, 512 MB RAM, độ phân giải 480 x 800 WVGA, máy ảnh say 5 megapixels và một la bàn tích hợp. Có hai trường hợp ngoại lệ, tuy nhiên; Dell Venue Pro không có tính năng la bàn, trong khi HTC 7 Mozart có máy ảnh sau 8 MP thay vì 5 MP.
| Sản phẩm                         | Ngày phát hành | Bộ nhớ                | Màn hình                  | Bàn phím |
| -------------------------------- | -------------- | --------------------- | ------------------------- | -------- |
| Dell Venue Pro                   | 11-2010        | 8 hoặc 16 GB          | 4,1" AMOLED               | Có       |
| HTC 7 Pro                        | 01-2011        | 8 hoặc 16 GB          | 3,6" TN LCD               | Có       |
| HTC 7 Surround                   | 11-2010        | 16 GB                 | 3,8" TN LCD               | Không    |
| HTC 7 Trophy                     | 10-2010        | 8 hoặc 16 GB          | 3,8" Super LCD            | Không    |
| HTC 7 Mozart                     | 10-2010        | 8 hoặc 16 GB          | 3,7" Super LCD            | Không    |
| HTC HD7 (HD7S)                   | 10-2010        | 8 hoặc 16 GB          | 4,3" LCD (HD7S Super LCD) | Không    |
| LG Optimus 7 (Jil Sander Mobile) | 10-2010        | 16 GB                 | 3,8" TN LCD               | Không    |
| LG Quantum (Optimus 7Q)          | 10-2010        | 16 GB                 | 3,5" TN LCD               | Có       |
| Samsung Focus                    | 11-2010        | 8 hoặc 16 GB, microSD | 4,0" Super AMOLED         | Không    |
| Samsung Omnia 7                  | 10-2010        | 8 hoặc 16 GB          | 4.0" Super AMOLED         | Không    |

### Windows Phone 7.5
Thiết bị Windows Phone thế hệ hai được cài đặt sẵn Windows Phone 7.5 phiên bản "Mango" của Windows Phone hoặc hơn. Tất cả các thiết bị trong danh sách dưới đây đều có vi xử lý lõi đơn, độ phân giải màn hình 480 x 800 WVGA, và (ngoại trừ HTC Radar) tích hợp la bàn kỹ thuật số. Do có sự thay đổi theo nhu cầu, một số thiết bị thứ hai có tốc độ xử lý thấp hoặc RAM thấp hơn 512 MB.
| Sản phẩm                      | Ngày phát hành | Tốc độ CPU | RAM    | Bộ nhớ    | Màn hình               | Máy ảnh | Máy ảnh | Con quay |
| Sản phẩm                      | Ngày phát hành | Tốc độ CPU | RAM    | Bộ nhớ    | Màn hình               | Sau     | Trước   | Con quay |
| ----------------------------- | -------------- | ---------- | ------ | --------- | ---------------------- | ------- | ------- | -------- |
| Acer Allegro                  | 11-2011        | 1,0 GHz    | 512 MB | 8 GB      | 3,6" TN LCD            | 5 MP    | —       | Không    |
| Alcatel One Touch View        | 12-2012        | 1,0 GHz    | 512 MB | 4 GB      | 3,7" TN LCD            | 5 MP    | 0,3 MP  | Không    |
| Fujitsu Toshiba IS12T         | 09-2011        | 1,0 GHz    | 512 MB | 32 GB     | 3,7" TN LCD            | 13,2 MP | —       | Có       |
| HTC Radar                     | 10-2011        | 1,0 GHz    | 512 MB | 8 GB      | 3,8" Super LCD         | 5 MP    | 0,3 MP  | Không    |
| HTC Titan (Ultimate/Eternity) | 10-2011        | 1,5 GHz    | 512 MB | 16 GB     | 4,7" Super LCD         | 8 MP    | 1,3 MP  | Có       |
| HTC Titan II                  | 04-2012        | 1,5 GHz    | 512 MB | 16 GB     | 4,7" Super LCD         | 16 MP   | 1,3 MP  | Có       |
| Nokia Lumia 510               | 11-2012        | 0,8 GHz    | 256 MB | 4 GB      | 4,0" TN LCD            | 5 MP    | —       | Không    |
| Nokia Lumia 610               | 04-2012        | 0,8 GHz    | 256 MB | 8 GB      | 3,7" TN LCD            | 5 MP    | —       | Không    |
| Nokia Lumia 710               | 11-2011        | 1,4 GHz    | 512 MB | 8 GB      | 3,7" ClearBlack LCD    | 5 MP    | —       | Không    |
| Nokia Lumia 800               | 11-2011        | 1,4 GHz    | 512 MB | 16 GB     | 3,7" ClearBlack AMOLED | 8 MP    | —       | Không    |
| Nokia Lumia 900               | 04-2012        | 1,4 GHz    | 512 MB | 16 GB     | 4,3" ClearBlack AMOLED | 8 MP    | 1,3 MP  | Có       |
| Samsung Focus 2               | 05-2012        | 1,4 GHz    | 512 MB | 8 GB      | 4,0" Super AMOLED      | 5 MP    | 0,3 MP  | Có       |
| Samsung Focus S               | 11-2011        | 1,4 GHz    | 512 MB | 16 GB     | 4,3" Super AMOLED Plus | 8 MP    | 1,3 MP  | Có       |
| Samsung Omnia M               | 05-2012        | 1,0 GHz    | 384 MB | 4 GB 8 GB | 4.0" Super AMOLED      | 5 MP    | 0,3 MP  | Không    |
| Samsung Omnia W (Focus Flash) | 11-2011        | 1,4 GHz    | 512 MB | 8 GB      | 3,7" Super AMOLED      | 5 MP    | 0,3 MP  | Có       |
| ZTE Orbit                     | 05-2012        | 1.0 GHz    | 256 MB | 4 GB      | 4,0" TN LCD            | 5 MP    | —       | Không    |
| ZTE Tania (Spirit)            | 12-2011        | 1.0 GHz    | 512 MB | 4 GB      | 4,3" TN LCD            | 5 MP    | —       | Không    |

### Windows Phone 7.8
| Sản phẩm        | Ngày ra mắt | Tốc độ CPU | RAM    | Bộ nhớ | Màn hình    | Máy ảnh | Máy ảnh | Con quay |
| Sản phẩm        | Ngày ra mắt | Tốc độ CPU | RAM    | Bộ nhớ | Màn hình    | Sau     | Trước   | Con quay |
| --------------- | ----------- | ---------- | ------ | ------ | ----------- | ------- | ------- | -------- |
| Nokia Lumia 505 | 12-2012     | 0,8 GHz    | 256 MB | 4 GB   | 3,7" TN LCD | 8 MP    | —       | Không    |

## Chưa phát hành
Các thiết bị dưới đây đang phát triển/bản mẫu chưa bao giờ phát hành chính thức.
| Sản phẩm            | Bộ nhớ          | Màn hình   | Màn hình           | Bàn phím | Phiên bản OS | Ghi chú             |
| Sản phẩm            | Bộ nhớ          | Kích thước | Loại               | Bàn phím | Phiên bản OS | Ghi chú             |
| ------------------- | --------------- | ---------- | ------------------ | -------- | ------------ | ------------------- |
| Asus E600           | 8 GB            | 4,0"       | TFT capacitive LCD | Không    | 7.0          | Thiết bị phát triển |
| LG E740 (Fantasy)   | 8 GB            | 4,0"       | TFT capacitive LCD | Không    | 7.5          | Thiết bị mẫu        |
| LG GW910 (Panther)  | 8 GB            | 3,5"       | AMOLED             | Có       | 7,0          | Thiết bị phát triển |
| HTC Mazaa           | 8 GB            | 3,8"       | TFT capacitive LCD | Không    | 7.5          | Thiết bị phát triển |
| Nokia Lumia 719     | 8 GB            | 3,7"       | TFT                | Không    | 7.5          | Thiết bị mẫu        |
| Samsung Taylor      | 256 MB, microSD | 3,7"       | TFT capacitive LCD | Không    | 7.0          | Thiết bị phát triển |
| Sony Ericsson Jolie | 16 GB           | 4,0"       | TFT capacitive LCD | Có       | 7.0          | Thiết bị mẫu        |

## Liên kết
- Danh sách ứng dụng cho thiết bị Windows 7 Lưu trữ ngày 16 tháng 10 năm 2014 tại Wayback Machine